# Alfons von Streng
Alfons von Streng (* 6. November 1852 in Frauenfeld; † 25. Dezember 1940 in Fischingen) war ein Schweizer Politiker (Katholisch-Konservative).

## Leben
Streng studierte Recht in Heidelberg und Löwen und promovierte 1875. Seit dem Studium war er Mitglied der katholischen Studentenverbindung KStV Palatia Heidelberg im KV. Bei August Wild in Fischingen war er als Anwalt tätig, ab ungefähr 1880 als selbstständiger Anwalt in Sirnach, ab 1925 in Emmishofen und von 1937 bis zu seinem Tod in Fischingen.
Neben seinen Anwalts-Mandaten war er von 1881 bis 1909 Präsident des Bezirksgerichts Münchwilen und von 1887 bis 1926 Thurgauer Grossrat, welchen er 1895/1896, 1911/1912 sowie 1924/1925 präsidierte. 1904 wurde Von Streng als erster katholisch-konservativer Nationalrat des Kanton Thurgau gewählt. Von 1914 bis 1919 war er Präsident der katholisch-konservativen Fraktion. Streng war ab 1886 Mitglied und von 1900 bis zu seinem Tod Präsident des katholischen Kirchenrats. Im Jahr 1895 war er Mitgründer des Pressvereins zur Unterstützung konservativer Presseorgane im Thurgau. 1906 gründete und bis 1934 präsidierte er die Katholische Volkspartei des Kantons Thurgau. Von 1912 bis 1935 war er im Vorstand der Katholischen Volkspartei Schweiz.
Von 1898 bis 1909 war Streng Verwaltungsrat der Thurgauer Kantonalbank und von 1909 bis 1937 dessen Präsident. Von 1909 bis 1940 war er Bankrat der Schweizerischen Nationalbank und 1912 Hauptinitiant und danach Verwaltungsratspräsident der Mittelthurgaubahn.
Streng pflegte gute Freundschaften mit den Nationalräten Heinrich Walther, Caspar Decurtins und Ernst Feigenwinter sowie mit Bundesrat Giuseppe Motta. Er war Oberstleutnant im Generalstab und in der Infanterie. Ab 1912 war er Ehrenbürger von Sirnach.